# Re Minore
Re Minore – minialbum islandzkiej grupy muzycznej Amiina, nagrany we współpracy z Maggi & Kippi na początku 2009 roku promujący nowy album. EP został wydany w nakładzie 500 kopii, które można było kupić podczas trasy koncertowej grupy po Włoszech.

## Lista utworów
1. "Ásinn" (Rzeka) (5:29)
2. "Þristurinn" (Trójka) (6:51)
3. "Tvisturinn" (Dwójka) (6:47)